# Post-Telekom-Sportverein 1925 Aachen 2015-2016 (pallavolo femminile)
Questa voce raccoglie le informazioni riguardanti il Post-Telekom-Sportverein 1925 Aachen nelle competizioni ufficiali della stagione 2015-2016.

## Organigramma societario
Area direttiva
- Presidente: Sebastian Müller

Area tecnica
- Allenatore: Manuel Hartmann
- Allenatore in seconda: Filipe Carrasco
- Assistente allenatore: Kai Niklaus
- Scout man: Jan Lichte

Area sanitaria
- Medico: Wolfgang Wegener
- Fisioterapista: Marco Braunsdorf, Stefan Braunsdorf, Christiane Kruse, Andreas Oedekoven

## Rosa
| N° | Nome                | Ruolo | Data di nascita  | Nazionalità sportiva |
| -- | ------------------- | ----- | ---------------- | -------------------- |
| 1  | Tatiana Crkoňová    | S/O   | 7 gennaio 1992   | Slovacchia           |
| 2  | Miroslava Kuciaková | S     | 31 gennaio 1989  | Slovacchia           |
| 3  | Silvia Baradel      | P     | 2 giugno 1991    | Italia               |
| 4  | Britt Bongaerts     | P     | 3 novembre 1996  | Paesi Bassi          |
| 5  | Ivona Svobodníková  | C     | 1º aprile 1991   | Rep. Ceca            |
| 6  | Lene Scheuschner    | S     | 12 luglio 1996   | Germania             |
| 9  | Dora Grozer         | S     | 21 novembre 1995 | Germania             |
| 11 | Simona Kóšová       | C     | 27 marzo 1992    | Slovacchia           |
| 12 | Juliane Langgemach  | C     | 6 novembre 1994  | Germania             |
| 14 | Dominika Valachová  | L     | 4 giugno 1986    | Slovacchia           |
| 15 | Zoe Liedtke         | S     | 14 maggio 1999   | Germania             |
| 17 | Laura Weihenmaier   | S     | 4 aprile 1991    | Germania             |